# 신흥운수 (서울)
신흥운수(新興運輸)는 서울특별시 광진구 자양번영로 3 (자양동)에 있는 서울특별시의 시내버스 업체이다.

## 개요
2004년 6월 18일부터 서울특별시 구로구 신도림동에서 시내버스 업체인 오케이버스로 설립되었으며, 2007년 7월 6일부터 서울특별시 양천구 신정동 양천공영차고지로 본사를 이전하였다. 이후 0016번, 2223번, 8331번 등을 신흥기업으로부터 인수하여 운행하다가 서울특별시 관악구 봉천동 소재 풍양운수를 합병하여 시내버스 업체로 승격하였다.
2018년 8월부터 모든 노선을 주식회사 양천운수로 양도하여 법인만 남아있다가 2019년 6월 13일부터 상호명을 오케이버스에서 신흥운수로 변경하였으며, 본사를 서울특별시 양천구 신정동에서 서울특별시 광진구 자양동으로 이전하였다. 2019년 12월 16일부터 신흥기업의 모든 노선을 인수했다. 2023년 9월 1일에 6649번, 6654번을 공항버스에 매각했다. 2024년 10월 11일, 목포시의 시내버스 공영 버스 위탁 사업에서 협상 대상자로 선정되어 계열사인 목포운수를 설립했다.

## 운행 노선
2024년 4월 기준이다.
| 운행노선 | 운행구간   | 운행구간 | 운행구간     | 배차간격 (분) | 인가 대수 | 비고                                                      |
| -------- | ---------- | -------- | ------------ | ------------- | --------- | --------------------------------------------------------- |
| 2221번   | 자양동     | ↔        | 신설동       | 6~10          | 20        | 구 58번                                                   |
| 2222번   | 자양동     | ↔        | 고려대학교앞 | 7~16          | 14        | 구 69번 일부 구간으로 신설                                |
| 2415번   | 자양동     | ↔        | 대치동       | 6~14          | 20        | 구 2225번                                                 |
| 3216번   | 오금동     | ↔        | 경희대입구   | 8~14          | 22        |                                                           |
| 3220번   | 오금동     | ↔        | 청량리       | 10~18         | 19        | 구 371, 304번                                             |
| 3414번   | 오금동     | ↔        | 개포동       | 7~10          | 18        | 구 56-2번                                                 |
| 8331번   | 마천사거리 | ↔        | 잠실역       | 9~12          | 2         | 평일 출퇴근시간대만 운행. 진화운수와 공동배차로 운행한다. |

## 이전 운행 노선
| 운행노선 | 운행구간 | 운행구간 | 운행구간 | 비고                                                       |
| -------- | -------- | -------- | -------- | ---------------------------------------------------------- |
| 6649번   | 신도림역 | ↔        | 오목교역 | 구 구로마을 15-10번 및 2023년 9월 1일부터 공항버스로 양도  |
| 6654번   | 해군회관 | ↔        | 여의도역 | 구 영등포마을 16-9번 및 2023년 9월 1일부터 공항버스로 양도 |

## 본사 및 영업소
- 자양동 본사 (2221번, 2222번, 2415번)
- 오금동 영업소 (3216번, 3220번, 3414번, 8331번)

## 보유 차량

#### KGM커머셜
- 에디슨모터스 화이버드

#### 현대자동차
- 현대 뉴 슈퍼 에어로시티
- 현대 저상 뉴 슈퍼 에어로시티

#### 범한자동차
- 범한자동차 E-SKY 11 EV

## 갤러리

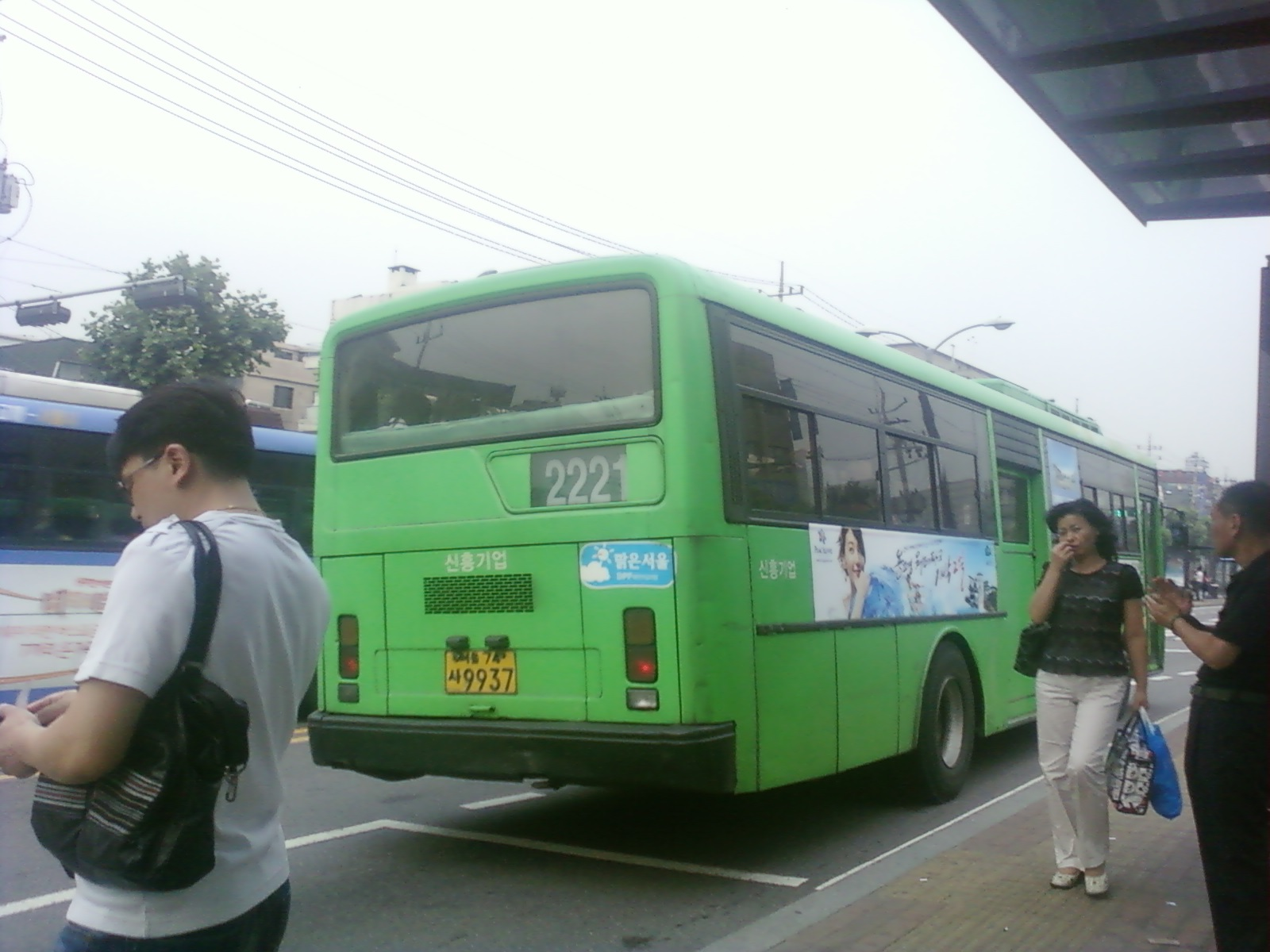
서울시내버스 2221번
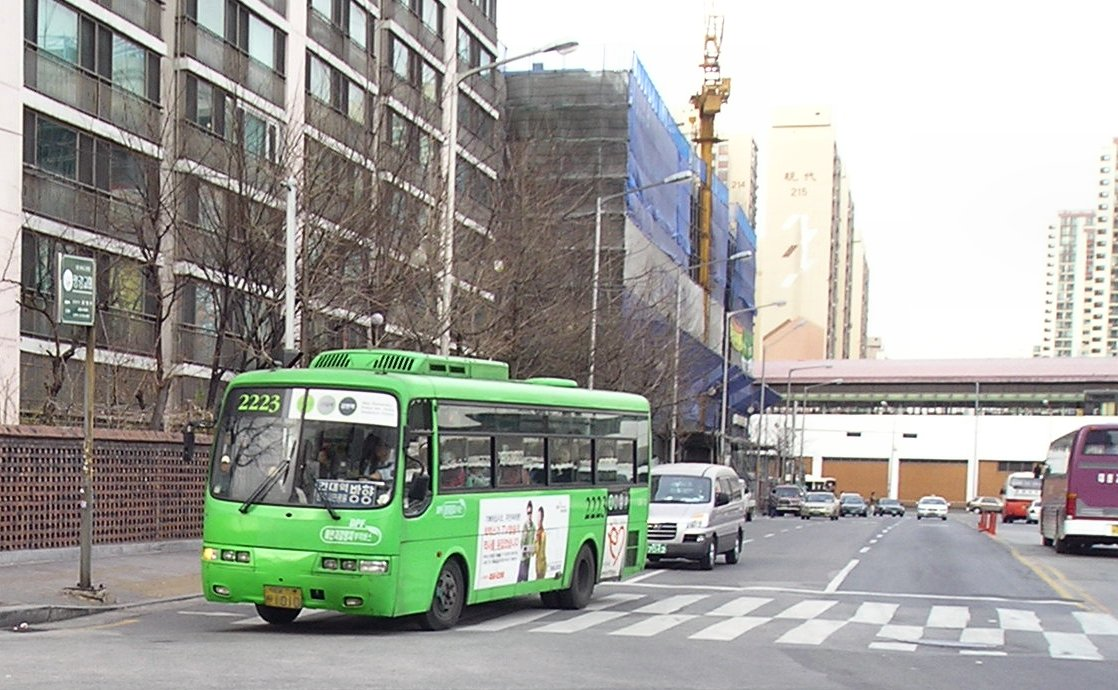
구 서울시내버스 2223번
서울시내버스 2415번
서울시내버스 2415번

## 같이 보기
- 신흥기업
- 목포운수